# 제이미 네스
제이미 네스(Jamie Ness, 1991년 3월 2일 ~ )는 스코틀랜드의 축구 선수이다. 현재 포퍼 애슬레틱 FC에서 활약하고 있다.